# Irish Recorded Music Association
Irish Recorded Music Association, nota anche con l'acronimo IRMA, è un'organizzazione no-profit che riunisce le compagnie discografiche irlandesi.
L'organizzazione si occupa prevalentemente di proteggere e valorizzare gli interessi delle compagnie che vi fanno parte, raccogliere e stilare statistiche nazionali che riflettano l'importanza dell'industria musicale in Irlanda, stilando anche le classifiche delle vendite nel Paese, e di combattere la pirateria in ogni sua forma. Fino al 2016 si occupava inoltre di assegnare le certificazioni di vendita relative ai prodotti discografici in Irlanda.

## Certificazioni

### Album
| Certificazione   | Numero di copie |
| ---------------- | --------------- |
| Disco d'oro      | 7 500           |
| Disco di platino | 15 000          |

### Singoli
| Certificazione   | Numero di copie |
| ---------------- | --------------- |
| Disco d'oro      | 7 500           |
| Disco di platino | 15 000          |

### DVD
| Certificazione   | Numero di copie |
| ---------------- | --------------- |
| Disco d'oro      | 2 500           |
| Disco di platino | 4 000           |

## Classifiche
Fino al 1992 tutte le classifiche irlandesi erano basate sulle vendite dei prodotti dalle case discografica ai negozi incaricati di distribuirli, e non sul numero di copie vendute al dettaglio. Tra il 1992 e il 1996, le classifiche sono state realizzate in collaborazione con Gallup, basandosi su un campione di circa 60 negozi. Nel 1996 è stata istituita la compagnia Chart-Track, che si occupa ancora oggi di realizzare le classifiche irlandesi coprendo circa l'80% delle vendite all'interno del Paese.
Le classifiche settimanali realizzate da IRMA e Chart-Track sono:
- Artist Albums, la classifica dei 75 album più venduti durante la settimana.
- Classical Albums, la Top10 degli album di musica classica più venduti della settimana.
- Downloads, la classifica dei 20 brani musicali più scaricati della settimana.
- Independent Artist Albums, la classifica dei 10 album indipendenti più venduti della settimana.
- Multi-Artists Compilation Albums, la Top20 settimanale delle compilation contenenti brani di vari artisti.
- Singles, la classifica dei 50 singoli più venduti della settimana.
- Music DVSs, la classifica dei 20 DVD musicali più venduti della settimana.